# Arena-Theater

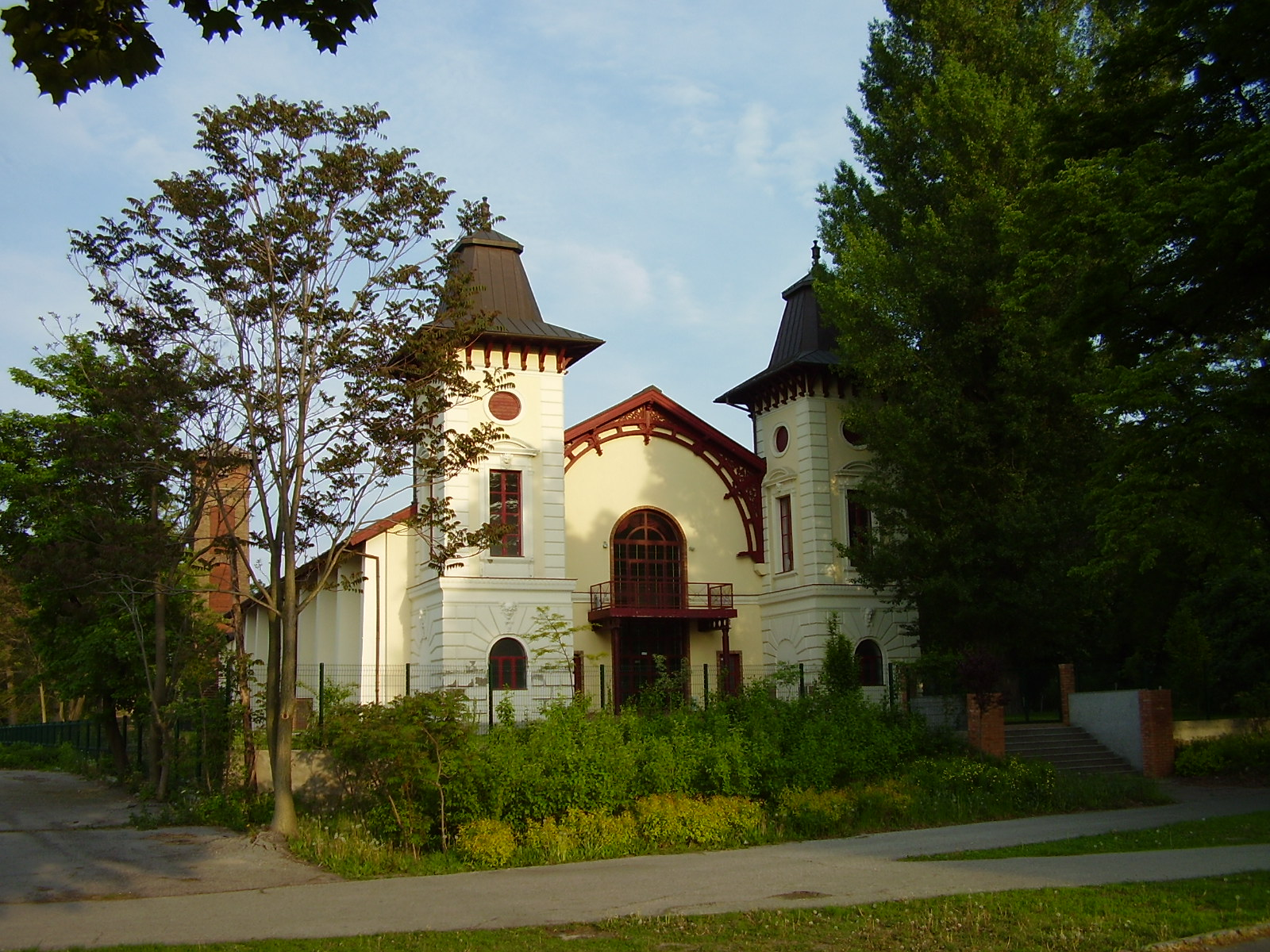
Arena-Theater

Das Arena-Theater (slowakisch Divadlo Aréna) ist eines der ältesten Theater in Bratislava.
Es wurde 1828 gegründet und spielte zunächst auf einer Freilichtbühne in Form eines römischen Amphitheaters, daher der Name. Das heutige Theatergebäude wurde 1898 errichtet und steht zwischen dem Janko-Kráľ-Park und der Alten Brücke (Starý most) im Stadtbezirk Petržalka.
Von der Zeit der Gründung bis zum Ende des Zweiten Weltkriegs traten hier zahlreiche ungarische, österreichische und deutsche Theaterensembles auf. Nach Kriegsende wurde das Theater geschlossen und diente als Lagerhaus des staatlichen Tschechoslowakischen Fernsehens. Eine Gruppe um den Pantomimen Milan Sládek belebte das Theater neu, die Wiedereröffnung erfolgte 1997. Seit 2003 ist Juraj Kukura Direktor des Arena-Theaters.